# Caio Canedo Corrêa
Caio Canedo Corrêa (en árabe: كايو كانيدو كوريا‎; Volta Redonda, Río de Janeiro) es un futbolista emiratí de origen brasileño que juega como delantero en el Al-Ain Football Club de la UAE Pro League. A pesar de haber nacido en Brasil, está naturalizado para representar a la selección de Emiratos Árabes Unidos.

## Primeros años
En 2001, Caio vivía con sus padres en la ciudad de Nantucket, una isla frente a Cabo Cod en Massachusetts, y jugaba en el equipo de fútbol de su escuela secundaria. Cinco años y algunos meses después, cuando se preparaba para un futuro en el deporte en Estados Unidos, decidió regresar a Brasil para hacer realidad el sueño de ser un profesional.

## Carrera de club
Caio Canedo inició un juvenil en la categoría júnior, algunas divisiones de Volta Redonda. Con actuaciones específicas en el equipo juvenil, fue ascendido a profesional directo, con la oportunidad de entrenar con São Paulo Futebol Clube. Después de cuatro meses de entrenamiento con el equipo, los directivos de los dos clubes no lograron llegar a un acuerdo para unirse al São Paulo. Probó con el club Udinese Calcio en Italia pero no se unió al equipo debido a la limitación de los extranjeros. Caio decidió volver a Volta Redonda y se unió al club profesional del equipo.
En 2009, Caio se mudó cedido a Botafogo. Alvinegro por el atacante corrió el Torneo Otávio Pinto Guimarães y el Campeonato Brasileiro Sub-20, habiendo estado en el banquillo por primera vez en el último partido del Campeonato Brasileño 2009 contra el Palmeiras. Con su actuación en los juveniles, el club lo fichó al final, arrojándolo al equipo que trabaja alvinegro para la temporada 2010 2010.
En 2010, Caio se convirtió en una especie de entrenador Joel Santana, metiéndose en tres partidos del Taça Guanabara y haciendo tres goles incluyendo la garantía de que el trabajo del club en la final de la Copa Guanabara en juego contra el Clube de Regatas do Flamengo.
En enero de 2013, Caio se incorporó al Internacional y debe ser suplente de Taison porque Colorado necesita un delantero veloz ya que el actual jugador del FK Shajtar Donetsk dejó el club en 2010.

## Carrera internacional
Caio recibió su pasaporte timorense en 2015 a pesar de no tener ningún medio conocido de elegibilidad, como una conexión familiar o residencia. Su club con sede en Dubái, Al Wasl, retrasó jugar con él hasta que llegó su nuevo pasaporte, lo que significa que podría ser utilizado como un jugador asiático en lugar de un jugador internacional.
Una investigación realizada por el Primer Ministro de Timor Oriental en 2016 escuchó que Caio fue uno de los siete futbolistas brasileños que recibió documentos de bautismo falsificados de la Iglesia Católica de Timor para que pareciera que era elegible para la nacionalidad timorense. Los siete jugadores tienen su base en Asia, pero solo uno, Juninho, ha jugado para la selección de fútbol de Timor Oriental.
En enero de 2020, Caio adquirió la ciudadanía emiratí, lo que lo calificó para jugar en la selección nacional de fútbol de los Emiratos Árabes Unidos para competir en la Clasificación de AFC para la Copa Mundial de Fútbol de 2022. Junto a Sebastián Tagliabúe, serían los primeros latinoamericanos en representar a Emiratos Árabes Unidos en el fútbol. Caio debutó con Emiratos Árabes Unidos en una victoria amistosa por 3-2 sobre Tayikistán el 12 de noviembre de 2020.

## Estadísticas de carrera
A partir del partido disputado el 2 de noviembre de 2021.
| Club                          | Temporada    | Liga     | Liga  | Copa     | Copa  | Internacional | Internacional | Otros    | Otros | Liga estatal | Liga estatal | Total    | Total |
| Club                          | Temporada    | Partidos | Goles | Partidos | Goles | Partidos      | Goles         | Partidos | Goles | Partidos     | Goles        | Partidos | Goles |
| ----------------------------- | ------------ | -------- | ----- | -------- | ----- | ------------- | ------------- | -------- | ----- | ------------ | ------------ | -------- | ----- |
| Volta Redonda Futebol Clube   |              |          |       |          |       |               |               |          |       |              |              |          |       |
| 2009                          | -            | -        | -     | -        | -     | -             | -             | -        | 8     | 1            | 8            | 1        |       |
| Total                         | Total        | -        | -     | -        | -     | -             | -             | -        | -     | 8            | 1            | 8        | 1     |
| Botafogo de Futebol e Regatas |              |          |       |          |       |               |               |          |       |              |              |          |       |
| 2010                          | 35           | 1        | 4     | 0        | -     | -             | -             | -        | 17    | 7            | 56           | 8        |       |
| 2011                          | 20           | 1        | 6     | 1        | 2     | 1             | -             | -        | 15    | 4            | 43           | 7        |       |
| 2012                          | -            | -        | 4     | 0        | -     | -             | -             | -        | 14    | 2            | 20           | 2        |       |
| Total                         | Total        | 55       | 2     | 14       | 1     | 2             | 1             | -        | -     | 46           | 13           | 117      | 17    |
| Figueirense Futebol Clube     |              |          |       |          |       |               |               |          |       |              |              |          |       |
| 2012                          | 26           | 9        | -     | -        | 2     | 0             | -             | -        | -     | -            | 26           | 9        |       |
| Total                         | Total        | 26       | 9     | -        | -     | 2             | 0             | -        | -     | -            | -            | 28       | 9     |
| Sport Club Internacional      |              |          |       |          |       |               |               |          |       |              |              |          |       |
| 2013                          | 20           | 0        | 5     | 2        | -     | -             | -             | -        | 12    | 1            | 37           | 3        |       |
| 2013                          | -            | -        | 0     | 0        | -     | -             | -             | -        | 5     | 0            | 5            | 0        |       |
| Total                         | Total        | 20       | 0     | 5        | 2     | -             | -             | -        | -     | 17           | 1            | 42       | 3     |
| Esporte Clube Vitória         |              |          |       |          |       |               |               |          |       |              |              |          |       |
| 2014                          | 18           | 5        | 27    | 0        | 0     | 0             | -             | -        | -     | -            | 45           | 5        |       |
| Total                         | Total        | 18       | 5     | 27       | 0     | 0             | 0             | -        | -     | -            | -            | 45       | 5     |
| Al-Wasl Football Club         |              |          |       |          |       |               |               |          |       |              |              |          |       |
| 2014-15                       | 22           | 16       | 6     | 3        | -     | -             | -             | -        | -     | -            | 28           | 19       |       |
| 2015-16                       | 23           | 9        | 4     | 2        | -     | -             | -             | -        | -     | -            | 27           | 11       |       |
| 2016-17                       | 24           | 14       | 6     | 2        | -     | -             | -             | -        | -     | -            | 30           | 16       |       |
| 2017-18                       | 19           | 14       | 9     | 7        | 3     | 1             | -             | -        | -     | -            | 31           | 22       |       |
| 2018-19                       | 25           | 13       | 7     | 2        | 5     | 1             | 2             | 1        | -     | -            | 39           | 17       |       |
| Total                         | Total        | 113      | 66    | 32       | 16    | 8             | 2             | 2        | 1     | -            | -            | 175      | 85    |
| Al-Ain Football Club          |              |          |       |          |       |               |               |          |       |              |              |          |       |
| 2019-20                       | 14           | 6        | 6     | 3        | 6     | 0             | -             | -        | -     | -            | 26           | 9        |       |
| 2020-21                       | 20           | 7        | 0     | 0        | 1     | 0             | -             | -        | -     | -            | 21           | 7        |       |
| 2021-22                       | 6            | 1        | 2     | 0        | -     | -             | -             | -        | -     | -            | 8            | 1        |       |
| Total                         | Total        | 40       | 14    | 8        | 3     | 7             | 0             | -        | -     | -            | -            | 55       | 17    |
| Career Total                  | Career Total | 272      | 96    | 86       | 22    | 19            | 3             | 2        | 1     | 71           | 15           | 470      | 137   |

### Goles internacionales
Las puntuaciones y los resultados enumeran el recuento de goles de Emiratos Árabes Unidos en primer lugar.
| No. | Fecha                    | Sede                                              | Adversario | Puntaje | Resultado | Competencia                                                                                             |
| --- | ------------------------ | ------------------------------------------------- | ---------- | ------- | --------- | --- |
| 1.  | 16 de noviembre de 2020  | Estadio Al-Maktoum, Dubái, Emiratos Árabes Unidos | Baréin     | 1–0     | 1–3       | Partido amistoso                                                                                        |
| 2.  | 24 de mayo de 2021       | Estadio Al-Rashid, Dubái, Emiratos Árabes Unidos  | Jordania   | 5–0     | 5–1       | Partido amistoso                                                                                        |
| 3.  | 7 de junio de 2021       | Estadio Zabeel, Dubái, Emiratos Árabes Unidos     | Tailandia  | 1–0     | 3–1       | Segunda Ronda de la Clasificación de AFC para la Copa Mundial de Fútbol de 2022 y la Copa Asiática 2023 |
| 4.  | 12 de octubre de 2021    | Estadio Zabeel, Dubái, Emiratos Árabes Unidos     | Irak       | 1–0     | 2–2       | Tercera ronda de la clasificación de AFC para la Copa Mundial de Fútbol de 2022                         |
| 5.  | 12 de septiembre de 2023 | Estadio Maksimir, Zagreb, Croacia                 | Costa Rica | 2–0     | 1–4       | Partido amistoso                                                                                        |

## Honores
Botafogo de Futebol e Regatas
- Campeonato Carioca: 2010

Sport Club Internacional
- Campeonato Gaúcho: 2013, 2014